# Кукуш
Куку̀ш (на гръцки: Κιλκίς, Килкѝс, на турски: Kılkış, Кълкъш) е град в Гърция, Егейска Македония, административен център на дем Кукуш, област Централна Македония със 17 430 жители (2001). Градът е център и на Поленинска и Кукушка епархия на Гръцката православна църква. Намира се в полите на хълма Свети Георги, на върха на който се издига едноименният манастир.
До 1913 година Кукуш е голям почти чисто български град. По време на Междусъюзническата война той е унищожен от гръцката войска и населението бяга в България. След това в близост до него гърците създават нов град, в който са заселени предимно гърци, т.е. гъркомани от също опожарената Струмица, затова Килкис е наричан още „Нова Струмица“ (Νέα Στρώμνιτσα); постепенно той обхваща и стария град. 

## География
Намира се в местност на 35 – 40 км северно от Солун, заградена от Карадашките възвишения и невисоката Круша планина на север и североизток и от вълнообразно поле, простиращо се в югозападна посока до Долновардарската низина. Ниските места на полето са били запълнени от водите на Арджанското и Аматовското езеро, свързани помежду си чрез естествен широк и дълбок воден пояс, наричан „Дема“; водите им са се вливали във Вардар. По-късно, в края на 20-те и началото на 30-те години на XX век езерата са пресушени, а в началото на XXI век на мястото им е направен язовир, наречен Арджан-Аматово (Λίμνη Αρτζάν Αματόβου). Самият Кукуш се намира в подножието на хълма Свети Георги, една от последните издънки на Карадаг. Близо до него тече река Галик, извираща от Круша планина и вливаща се в Солунския залив. 

## История

### Етимология
По-старата форма на името е Кълкъш, което е производно от кълка, „бедро“, от диалектното кълк или клък с топонимично значение „скала“, „каменна стена“ и наставка -уш. Промяната ъл|лъ > у е нехарактерна за говора и вероятно е привнесена от други български говори. Димитър Мирчев извежда името от Къ̀лкъш, откъдето идва *Къ̀лкош, с редукция о > у *Къ̀лкуш, с промяна -ъл- > -ул- поради асимилация със следващото у, *Ку̀куш и после Ку̀куш. Иван Дуриданов обяснява името от формата Кълкъш от *kъļkъšь ≤ kļkusįos, производно от *kъlkъ, откъдето идва българското диалектно кълк = клък (сравнимо със сръбското кук), с -ул-, както в ябулка в същия говор (с лабиализация -ъ- > -у- под влияние вероятно на велара к), с изпадане на -л- поради тенденция на слабо учленяване на този вокал, както в други български говори в Македония, или поради сближение с ку̀кам „(за кукувица) издавам особен звук“, кукувица с у в крайната сричка от неударено о, а то от старобългарското ъ.

### Праистория и Античност
Местността е била населена от най-стари времена. На склона на хълма Свети Георги, до най-високите части на стария Кукуш, се намира оброчище, съществувало от предисторическо и езическо време, което след християнизацията на населението е било наречено „Света Троица“. Предполага се, че е свързано с пресъхналия по-късно карстов извор Дуфлото и огромната пещера под хълма, в която са открити кости на праисторически животни и се предполага, че е била обитавана от пещерния човек. Друг карстов извор е имало по склона, където скалите се спускат стръмно към полето и където е построена старата църква „Света Богородица“. Предполага се, че при тези два извора е съществувало селище още в предисторическо време.
Следите от крепостни съоръжения на най-високата част на хълма – Кукушкото градище, се свързват със селището при карстовите извори, жителите на което са търсели убежище при опасност в „градището“. Самото название показва, че е използвано като „градище“ и по-късно, при заселването на славяните.
В древността областта е населена с тракийското племе мигдони; останали са многобройни тракийски могили (тумби). Към края на VI век пр.н.е. попада под властта на древна Македония. Народно предание е свързвало името на малката кукушка рекичка Фильовица и античните развалини край нея с Филип II Македонски. Край река Галик, тогава Ехейрос, в 489 г. пр.н.е. лагерува армията на Ксеркс. След разпадането на империята на Александър Македонски група от нахлулите на Балканския полуостров гали се заселва на мястото на по-късния Кукуш, а селището им става известно под името Галикум, известно е така и по време на римската власт, наложена към средата на II век пр.н.е. Смята се, че по това време река Ехейрос започва да се нарича Галикос или Галикò. Галите постепенно се претопяват сред завареното население.
По време на римското владичество за селище на мястото на Кукуш говорят останките от гробници в покрайнините на града. Романизацията не е пуснала дълбоки корени. Смята се, че до нахлуването на славяните населението на кукушкия край е било от трако-македонски произход, елинизирано и напълно християнизирано. Предполага се, че по това време е бил създаден манастирът „Свети Георги“ на Кукушкото градище, който е дал името и на едноименния хълм.

### Средновековие
В края на VI и началото на VII век, в резултат на славянското нашествие, районът е вече плътно населен със славяни. Те не само не се претопяват, но налагат езика си дори и на самите византийци в Солун. В VII – VIII век манастирът над Кукуш е център на епископия.
В 904 година земите на кукушкия край влизат в пределите на българската държава и остават в нея поне до 967 година; по времето на цар Самуил минават ту в български, ту в ромейски ръце, а след неговата смърт остават под византийска власт. Въстанието на Петър Делян (1040 г.) обхваща и този район. След смъртта на цар Калоян при обсадата на Солун, по време на цар Борил (1207 – 1214) районът попада под властта на отцепили се от българската държава местни феодали. Смята се, че Кукушкото градище на хълма „Свети Георги“ е било феодален укрепен пункт. След битката при Клокотница (1230 г.) кукушкият край отново е в пределите на България, след това отново във Византия до падането ѝ под турска власт, като етническата и езикова самобитност на славянобългарското население се запазва.
Манастирският комплекс е разрушен при османското нашествие в XIV век. През 30-те години на XIX век, когато се строи черквата обител „Свети Георги“, се откриват основите на някогашния манастир. В северозападното подножие на хълма се намира така нареченият „Калугеров кладенец“, чието име отразява спомена за съществувалия някога манастир.

### В Османската империя
В турски документ от 1706 година Кукуш се споменава като село, вакъф на Айше Султан, дъщеря на султан Мустафа II, според преданието пък е бил село от Евреносовия вакъф; възможно е собствеността на землището де е била поделена между двата вакъфа. Административен център на Кукушкия край първоначално е бил Женско (Авретхисар). Формално и до 1912 година Кукушката околия официално се нарича Авретхисарска каза, но още в началото на XVIII век поради нарастналото значение на Кукуш той постепенно се превръща в казалийски център. Според турски документ още в 1690 година традиционният ежегоден панаир е преместен от Женско в Кукуш, което говори, че градът се оформя като стопански център, средище на обмяна между карадашките планински и полупланински села и полските села към Арджанското езеро и река Вардар. В 1706 година кукушани обаче поискали панаирът да бъде върнат в Женско – седалището на турската власт, за да бъдат търговците по-добре защитени от грабителските турски банди. В 1724 година заседания на шариатския меджлис се провеждат в Кукуш, а не в административния център Женско. Предполага се, че седалището на казата се мести в Кукуш преди или около средата на XVIII век; във всеки случай през втората половина на века там има установена административна власт. В турски документ от 1764 година се говори за села, намиращи се в „Кукушко“, а не в „Авретхисарско“. В документ от 1793 година Кукуш е означен като град, макар че в някои по-късни документи (хилендарска кондика) се споменава като село. Селището, което тогава е чифлик, пострадва по време на Гръцкото въстание от 1821 година, според данните от ферман от август 1828 година.

### Българско възраждане

#### Икономическо развитие
От началото на XIX век градът бързо се разраства вследствие на икономическия подем по българските земи, който е много силен и в кукушкия край особено след 20-те години. От старата част (някога около църква „Света Богородица“ и „Стария кладенец“ и на изток през Тереке пазар (житния) и Ун пазар (брашнения) до Гемиджиевия кладенец и църквата „Свети Атанас“, а на запад до „Мера̀та“), още в началото на XIX век градът започва да се разширява във всички посоки, но най-вече на юг и на запад. В южната ниска част са малкото турци, в югоизточната покрайнина се заселват селяни-пришълци, повечето обработващи турските ниви, а на запад от Мера̀та възниква цял квартал – „Нова махала“, главно от селяни от полските села.
Климатичните и почвени условия в кукушките земи благоприятстват производството на зърнени култури, памук, тютюн, сусам, маково семе и афион, пашкули и вино. Кукуш се превръща в естествено средище за производителите от полските села-чифлици и от селата по Круша планина, богати на овощия, лозя, дъбови гори, добитък, дървени въглища, тютюн и други.
Засиленият стокообмен между града и околните села води силно развитие и за занаятите - кукушките занаятчии задоволяват всички разнообразни нужди на града и на обширната околия, като излизат и на по-далечни пазари. Тъкачеството  в първата половина на XIX век произвежда продукция за широките пазари на Турция. Памукът се произвежда в кукушката околия, а в града се преработва на прежда и платна: бели платна, аладжи (шарени), тъмнокафяв плат за беневреци; към средата на века работят над 300 тъкачни стана. Тъкачеството е развито и в карадашките села (Горни и Долни Тодорак, Морарци, Междурек и други). Търговците платнари продават изработеното надалеч, редовно посещавайки пазарите в Западна Македония, Албания, Босна и Херцеговина, а от тези страни в Кукуш идват търговци да закупуват платна и прежди.

#### Борба за просвета на български език и българска църковна независимост
От 30-те години на XIX век Кукуш се включва най-активно в българското възрожденско движение, като на моменти борбата придобива подчертано революционен характер. Кукушани добре осъзнават ролята на образованието и вече не се задоволяват с килийни училища или малограмотни учители. В 1825 година те откриват сравнително уредено, издържано от общината училище с доведен отвън гръцки учител, за което след това търсят все по-добри учители. В 1840 година построяват и нова училищна сграда и канят за учител българина Димитър Миладинов, когото Нако Станишев познава и препоръчва и който от есента поема училищното дело. Миладинов преподава на гръцки, както е прието тогава, но разяснява и превежда всичко на говоримия български език; превежда и някои молитви на български, но с гръцки букви, за да могат свещениците да ги четат на родния език в църквите. Поради тази будителска дейност е наклеветен от гръцките църковни власти и след двегодишно учителстване в Кукуш е принуден да напусне, за да избегне затвора.
На мястото на Димитър Миладинов идва Андроник Йосифчев, негов ученик от Охрид и помощник, който с прекъсвания учителства общо девет години в Кукуш. Има голям принос не само за учебното дело, но и за успеха на кукушани в борбата за български владика (1859).
Тъй като в Кукуш няма никакво гръцко население, кукушани се чувстват угнетени, че не могат да намерят образовани учители, които да преподават на български, а не на гръцки (и самият Миладинов по това време преподава на гръцки) и търсят усилено такива. В дописка на „Цариградски вестник“ се казва, че пръв учител на български в града им е бил един калугер от Зографския манастир (предполага се отец Климент). За търсенията им пише в „Цариградски вестник“ (бр. 320/25 май 1857) в дописка от Велес за Кукуш: „Тамо жителите са чисти болгари, но до сега пишеха с гречески слова болгарските думи; получаваме прочее от ония ден едно писмо от тамошните жители, в което ни пишат да им изпроводим един български учител, за да им учи децата на матерний язик, но и ми като сме оскудни от учител не можихме да им изполниме желанието“.
В 1857 година кукушани отново поканват за учител Димитър Миладинов, а също и Райко Жинзифов, при условие да водят обучението на български език. Същевременно се обръщат към архиепископ Партений Зографски в Цариград да им изпрати написаните и издадени от него учебници. Миладинов приема с възторг и им пише писмо: „...Скачам от радост, като гледам вашия стремеж и любовта ви към майчиния език... Вие първи почвате в Източна Македония да изучавате нашия прадедов език, вие първи ще обезсмъртите в славянската история своето отечество“.
Този път преподаването е на български. Миладинов поема класното училище, а Жинзифов – първоначалното. С голям ентусиазъм кукушаните – и млади, и възрастни, а и свещеници – масово започват да учат четмо и писмо на родния си език, като някои посещават всеки ден училището след часовете, а други се учат в дюкянчетата си. Деца от околните села, а и от по-далече, започват да постъпват в кукушкото училище. Самият Миладинов, по думите на Райко Жинзифов, „през деня учеше децата, а вечер сам учеше българска история“. Вдъхновен от успехите, той планира и създаването на гимназия: „Намислих да се създаде в Кукуш като крепост срещу гъркоманията една централна славянска гимназия“, пише той и организира подаване на молба до руския император от първенците в Кукушко, Дойранско и Карадаг за събиране на средства (юни 1858).
Владиката Мелетий Византийски ги заплашва с афоресване, но не успява да се пребори с надигащото се българско просветно движение и отстъпва пред използването на българския език в училището. Кукушани обаче не се задоволяват, искат използването му и в църквата, както и български владика, което е неприемливо за Цариградската патриаршия и води до опит за уния в Кукуш.
В изпълнение на условието за спиране на униатското движение в Кукуш, на 29 октомври 1859 година Партений Зографски е ръкоположен за поленински епископ в Дойран, като пеенето в църквата е и на църковнославянски. Това назначение на българин за владика е посрещнато с възторг от водачите на българското църковно движение, както и от кукушките българи. Партений обаче наместо да изпълни помирителната роля, с която го натоварва Патриаршията, оглавява българската църковна борба. Започва да обикаля епархията, разширява употребата на църковнославянски в богослужението в църквите и съдейства за отварянето на български училища. Постепенно владиката губи подкрепата и на първоначално стоящите зад него кукушки български първенци, които го обвиняват, че е мързелив и скъперник. Партений е принуден да напусне епархията си и да се прибере в Цариград през 1867 година. През 1867 година постът отново се заема от Мелетий, който е известен противник на българското богослужение и българското образование.
През юли 1869 година е основано градското читалище с 50 души основатели.
В началото на 1874 г. шест общини (Солунска, Дойранска, Воденска, Кукушка, Струмишка и Малешевска) въстават против Екзархията. Три от тях (Солунска, Воденска и Кукушка) поискали от Екзархията върху пределите им да бъде учредена нова самостоятелна епархия с център Кукуш, а епископ Нил Изворов да стане неин митрополит. След получения отказ от страна на Екзархията, общините се решили на крайни действия. Те се обърнали към английския консул, за да бъдат приети в Англиканската църква начело със своя епископ. След отказа на англичаните те се обръщат към епископ Рафаил Попов, глава на Българската униатска църква, който отговорил положително на тяхното питане за възможно присъединяване към Рим. Това става след преговори с Изворов и след писменотото му заявление за готовност за присъединяването му към унията.
Униатите в града, начело с владиката Епифаний Шанов, държат двете големи църкви „Свети Георги“ и „Света Богородица“, а за православните остава малката „Свети Атанасий“. В ръцете на униятите минава и училищното здание, което принуждава православните да окупират епископския дом на изгонения през 1879 година владика Мелетий и там се нанася българското екзархийско училище до построяването на великолепно ново училищно здание. В българското начално училище преподават Гоце Вангелов, Гоце Делииванов и Гоне Ковачев, учили в I софийска гимназия и Христо Хърсовски. В класното – Христо Бучков турски и френски, поп Атанас от Охрид история и география, Туше Делииванов български език, Христо Тенчев аритметика, Петър Мавродиев естествена история.
В края на XIX – началото на XX век Кукуш е голям почти чисто български град. В „Етнография на вилаетите Адрианопол, Монастир и Салоника“, издадена в Константинопол в 1878 година и отразяваща статистиката от 1873 г. Кукуш (Coucouche) е посочен като град с 1170 домакинства и 5325 жители българи, 155 жители мюсюлмани и 40 цигани.
Според Васил Кънчов („Македония. Етнография и статистика“) в 1900 година Кукуш има 7750 жители, от които 7000 българи и 750 турци. Целият град на практика е под върховенството на Българската екзархия. По данни на секретаря на Екзархията Димитър Мишев („La Macédoine et sa Population Chrétienne“) в 1905 година в Кукуш има 9712 българи екзархисти, 40 българи патриаршисти сърбомани, 592 българи униати и 16 протестанти. В града има две основни и едно прогимназиално българско училище.
В периода 1904 – 1908 година тъй нареченото преброяване на Хилми паша става известно с манипулациите на статистическите данни и турския натиск над българите да бъде променена националността им. Една от най-големите фалшификации е извършена в Кукуш и района му – българите униати са записани като гърци католици и по този начин се фалшифицира народностния облик на населението. В периода 1906 – 1907 година Българската екзархия извършва свое преброяване, за да е наясно с числеността и демографските характеристики на македонските българи.(епархийските енорийски регистри на Кукушко се съхраняват в Централния държавен архив). По това време в града има пет екзархийски енории и четирима свещеници (две от енориите са слети). В Кукуш в една екзархийска епархия обикновено влизат по две махали; по това време те са общо 9: Емляк атилк, Стайко, Новата махала, Кючук, Паракенде, Ат пазар, Асап хане и Ески ряшко. Регистрите са съставени от действащите градски енорийски свещеници: Тано Дельов, Никола К. Терзиев, Траян Наков и Ангел Лазаров. Има и екзархийски свещеник Никола, който е без енория и не свещенодейства.
В 1911 година 83,4% от жителите на града са българи, 15,9% са турци, а 0,7% са цигани. Българите са разпределени в три вериоизповедания – екзархисти – 91,0% от всички българи, а униати – 8,7% от българското население или 110 домакинства с 550 души и 19 души протестанти.
Към 1912 година в Кукуш има смесено трикласно училище, три основни смесени училища и две забавачки. През учебната 1911/1912 година главен учител е Иван Липошлиев, а учители са Анастас Георгиев, Христо Петров, Никола Терзиев, Благой Попкостадинов, Станиш Дельохаджиев, Михаил Попстаматов, Мария Зенгелекова, Невена Танева, Елена Кавракирова, Екатерина Гъркова, Ана Чупаригова, София Гъркова, Вера Танчева, Лазар Ефремов, Милан Тодоров, Божия Чичеклиева. През учебната 1912/1913 учебна година главен учител е Никола Хърлев, преподават Анастас Георгиев, Михаил Попстаматов, Станиш Дельохаджиев, Мария Зенгелекова, Невена Танева, Вера Танчева, София Гъркова, Божия Чичеклиева, Ана Чопаригова, Елена Кавракирова, Мария Измирлиева и Елисавета Тодорова. В селата около града преподават още Велика Чопова, Вера Сакъова, Елена Атанасова и Мария Зографова.
На 1 април 1912 година в града е създадено Българското гимнастическо дружество „Кукушки юнак“. Председател е главният учител Иван Липошлиев, а секретар – учителят Никола Терзиев.
В града през 1912 година по инициатива на гражданството и с помощта на кметството е открита българска болница с главен лекар Константин Станишев. През февруари 1913 година в кукушка околия под негово ръководство започва ваксинация срещу вариола. В Кукуш по това време има и българска католическа болница под ръководството на отец Иван, под върховния надзор на игумена на местния манастир Гюстав Мишел.

#### Революционно движение
В Кукушкия край няма условия за масово хайдутство: Круша планина е сравнително малка, ниска и гъсто населена с турци, затова вдигналите оръжие срещу турците отиват в Пирин или Малашевия, а някои чак в Румъния. Гоце Делииванов забягва в Румъния, тодоракчаните Христо Македонски и Манол Наков – в Малашевия, в Сърбия (Първа и Втора българска легия заедно с Васил Левски), участват в четата на Хаджи Димитър и Стефан Караджа и други.
Според сведения на д-р Константин Д. Станишев, внук на Нако Станишев (водача на църковните и просветни борби на кукушаните), още преди Освобождението на България в Кукуш е съществувал революционен комитет. Той допуска, че Кукуш е бил посетен от Васил Левски, тъй като в дома на дядо му бил посрещнат млад човек с руси мустачки, който три вечери разяснявал на кукушани как да се действа за отхвърляне на турската власт.
В 1875 година, при избухването на Херциговинско-босненското въстание, Иван Хаджиниколов, тогава ученик, решава да създаде революционна организация за подготовка на въстание. Прави група от свои съученици: най-напред привлича Гоце Вангелов, а след това двамата включват и други юноши (Ицо Вълчов, Вано Дупков, Кольо Тодоров и други), общо 8 от Кукуш и 4 от селата, Хаджиниколов създава план за подготовка и въстание. Младежкият опит е неуспешен, но показва настроенията в Кукуш.
В Българското опълчение (1877 – 1878) по време на Руско-турската война загиват двама кукушани: Иван Атанасов (V дружина, I рота) и Манол Николов от същата дружина и рота. Христо Бучков заминава за Румъния, за да постъпи в Опълчението, но е заловен в Русе и върнат в Кукуш, където е затворен.
Иван Хаджиниколов през годините продължава да се бори за своята идея за революционна организация, но вече не само в Кукуш. Търси съмишленици, в 1892 година се среща в София с Коста Шахов, който му препоръчва Гоце Делчев, тогава юнкер във Военното училище. Хаджиниколов споделя идеите си, а Делчев изказва намерението си да се върне след като завърши. Следващата година Иван Хаджиниколов и още петима души – Христо Татарчев, Даме Груев, Петър Попарсов, Христо Батанджиев и Антон Димитров, поставят в Солун началото на Вътрешната македоно-одринска революционна организация (23 октомври 1893). Той е член на първия централен комитет на организацията и участник в Солунския конгрес на ВМОРО от 1896 година.
През пролетта на 1895 година кукушаните Гоце Делчев и Туше Делииванов, по това време учители в Щип, след като заедно с Даме Груев са създали там наистина действаща революционна организация, отиват в родния си град да търсят необходимите за дейността ѝ средства. В Щип не са успели, но в Кукуш събират 335 турски лири, а след тях кукушани продължават да събират и изпращат още 1000 лири. „Тук работата ни тръгна гладко и резултатно – пише Туше Делииванов – подведохме под клетва петнадесетина души от дружините“ (дружините – другарски групи от връстници).
В началото на 1901 година, при Солунската афера, са арестувани много революционни дейци. На 25 април апелативното съдилище в Солун разглежда делото на Кукушката група и осъжда 7 души на по 7 години строг тъмничен затвор в окови по обвинения за връзки с комитетските чети, събиране по селата на пари за закупуване на оръжие, въоръжаване на населението и подготовката му за въстание и др. Сред осъдените са председателя на Кукушката община Григор Алексиев, свещеник Стойко Трайков от Кукуш, Никола Минчев от Дойран, който е учител в Кукуш, Стефан Димитров, учител в Кукуш, даскал Георги, учител в село Калиново, Манол Георгиев, мухтарин на Калиново. Кукушанинът Никола Мицов, учител в Моравци, е осъден на 3 години затвор в окови. Осъдени са и действащите извън Кукуш Иван Хаджиниколов, който преди ареста си успява да конституира нов Централен комитет на ВМОРО, Атанас Ангелов, Никола Дупков, Анго Арабаджията и други.
В подготовката на Солунските атентати участват редица кукушани. Сподвижници на гемиджиите са Гоце Чанов, Костадин Попнеделков, юношите Мицо Ковачев и Илия Ениджелията; братята Христо, Туше и Милан Хаджизулфови, с кафене в Солун, при погрома са арестувани, осъдени и затворени, като малолетният Милан умира в затвора. Така загива и Крум Хаджипейков, ученик в IV клас на гимназията. Ученикът Никола Влахов е осъден на 101 години и изпратен на заточение в Азия. Според показанията на Милан Арсов „всички ученици от Солунската гимназия от IV клас нагоре, родом от Кукуш, са членове на комитета“. По време на погрома след атентатите загиват няколко кукушани; осъдени и заточени са 18 души от Кукуш и Кукушката каза.
След Солунските атентати в Кукуш и Кукушката каза започват масови арести. На 21 април са арестувани учителите Димитър Гълъбов, Иван Икономов, Д. Дораков и Ант. Тошев, както и множество видни граждани, общинари и търговци. На 8 май е арестуван и главният учител Никола Пасхов, изпратен е в Солун. След този арест класното кукушко училище е закрито, затворени са и всички училища в казата.

#### Балканска и Междусъюзническа война
В Балканската и Междусъюзническата война участието на кукушаните като доброволци е значително. В първата война кукушаните в Македоно-одринското опълчение са 178 души, което спрямо общия брой на кукушките емигранти в България: 200 – 220 души, е огромно число. В Междусъюзническата война броят им достига 512 души. В тези числа не влизат кукушаните, включили се в четите, нито участващите в частите на българската армия като редовни войници, които също са няколкостотин души. В Опълчението най-много кукушани – 112 души, има в 13-а кукушка дружина, наречена така в знак на почит пред заслугите на кукушани към отечеството и за увековечаване на името на града, който скоро след това е унищожен. В 3-та солунска дружина кукушаните са 90 души, в 15-а щипска – 89, в 14-а воденска – 83, в 5-а одринска – 37, в 11-а серска – 23, а останалите са в други дружини и служби.
След избухването на Балканската война (1912) мнозина кукушани са арестувани и закарани в Солун. При разгрома на турските армии турските власти и част от турското население напускат града преди появата на каквито и да било съюзнически войскови части. В краткото междувластие при престрелка между градската милиция и преминаващи през града турци-моджахири (бежанци) загива Туше Гугушев. На 23 октомври 1912 година влиза чета  №52 на Македоно-одринското опълчение, предвождана от Тодор Александров, под чието ръководство са и четата на Гоце Междуречки (№ 26) и други местни чети. Организирана е местна власт, която разоръжава турското население и събира 1400 пушки, реквизира храна за приближаващата българска армия и други.
На 10 ноември 1912 г. в освободените земи се въвежда българска административна власт. Окръжен управител на Струмишки окръг е Владимир Караманов, а начело на влизащата в него Кукушката околия е назначен Тодор Александров. През декември е назначен окръжен управител на Кукуш – Владимир Караманов, Тодор Александров е околийски управител.
Създават се местни органи, като в  кукушката тричленна комисия влизат Анго Попов (председател), Ванчо Тодоров и Гоце Имов.
По време на Междусъюзническата война тук се води Битката при Кукуш. По време на войната в града са погребани 638 български военнослужещи. През Междусъюзническата война Кукуш е превзет и изгорен от гръцките войски и населението му избягва в България. Карнегиевата анкета заключава, че градът е подложен на системно унищожение заради българския му характер. Изгорени са 1846 къщи, 612 дюкяна и 6 воденици. В областта са разорени и опожарени манастирът „Свети Георги“ и 40 от българските села.

### В Гърция
Днешният град се намира в близост до стария град и е заселен предимно от жители на околните български села, както и от изселени от България и Източна Тракия гърци. В 1928 година в Кукуш има 1679 бежански семейства с 6433 души.
В града работят военен музей, посветен на битката при Кукуш от 1913 година (от 1966 г.), археологически музей (от 1972 г.), етнографски музей (от 2010 г.), както и постоянна палеонтологична изложба с находките от пещерата Свети Георги (от 2012 г.).
| Име             | Име                 | Ново име      | Ново име      | Описание                                                |
| --------------- | ------------------- | ------------- | ------------- | ------------------------------------------------------- |
| Попови бахчи    | Μπαξές Παπαδοπούλου | Кипос Папа    | Κήπος Παπά    | местност на ЮИ от Кукуш                                 |
| Зонкови бахчи   | Μπαξές Ζώγκα        | Кипос Зонга   | Κήπος Ζώγκα   | местност на ЮЗ от Кукуш                                 |
| Кандилски бахчи | Μπαξές Κανδήλα      | Кипос Кандила | Κήπος Κανδύλα | местност на Ю от Кукуш                                  |
| Кичика          | Γκίτσικαν           | Сигано        | Σιγανό        | река, ляв приток на Галик                               |
| Сеслово         | Σόσλοβον            | Севастон      | Σεβαστόν      | възвишение на ЮИ от Кукуш и на ЮИ над Сеслово (299,8 m) |
| Акташ           | Άκτασι              | Аспропетра    | Άσπρόπετρα    | възвишение на ЮИ от Кукуш и на СИ над Сеслово (269 m)   |
| Киворк          | Νιβόρη              | Плимено       | Πλυμένο       | река, ляв приток на Галик                               |
| Стрезово        | Στέζοβον            | Асименио      | Ασημένιο      | възвшение на И от Кукуш и на З от Стрезово (275 m)      |
| Талака          | Ταλάκα              | Воскотопи     | Βοσκοτόπι     | местност на С от Кукуш и на С от Серсемли               |

## Кукушани
До 1913 година Кукуш е голям български град, в който са родени много видни българи – революционерите Гоце Делчев и Иван Хаджиниколов, поетът Христо Смирненски, политикът Константин Станишев от големия кукушки род Станишеви, професор д-р Александър Станишев, военният Петър Дървингов. От Кукуш е и революционерът македонист Димитър Влахов.
По време на Българското възраждане кукушаните с дългогодишна упорита борба първи успяват да извоюват български владика (1859), което е определяно като революционен акт, дал насоката на борбата против Патриаршията в общобългарски мащаб. Кузман Шапкарев, живял след 1865 г. дълги години в Кукуш, отбелязва обаче, че те не се отличават с религиозност: „отиват днес в църквата, и то твърде рядко, не от набожност и религиозно чувство, а просто от обичай“. По-често „и с по-голямо усърдие посещават механата (която е близо до църквата), нежели домът божий“, но подчертава, че въпреки това сред тях няма толкова пияници, колкото на други места. Описва подробно и други техни черти: „кукушаните са честни хора, родолюбиви, трудолюбиви и справедливи. Не лъжат, но не щат и да ги лъжеш; почитат и уважават почтения, но ненавиждат и мразят лъжеца и непочтения. Плащат почтено, комуто дължат, но искат и да им се плаща. Не са гостоприемни като другаде <...>, но същевременно кукушаните не са изедници, а, напротив, гонители на изедниците. Всекиму отдават правдата, но я искат и за себе си. Те са откровени; рядко помежду тях ще намериш лицемерец и ласкател. Само към гръцкото духовенство, когато било нужда, ставали такви“.
Шапкарев пише, че кукушани са отхвърлили „всекоя юзда от всекоя гледна точка“ и допуска, че ако се появят нихилисти, „то наверно най-първо тие ще изникнат от Кукуш“. Атанас Шопов, в края на XIX век, също отбелязва независимостта на кукушкото население: „Кукуш, дето има силна интелигенция и силна община, върши всичко на своя глава и на своя отговорност. Нето Солунската община, нето пък Екзархията е питана за това и кой може да влияе и да съветва кукушани? Това е особен народ, между който има доста богати и просветени хора <...> Кукушани обаче добре знаят интересите си и не питат и не слушат нето агентството, нето Екзархията“.

## Забележителности
В града има много забележителности, включително паметници на културата, сред които са Старата гимназия, Кукушкият конак, тютюневите складове на Анго Попов и други.
- Манастир „Свети Георги“

- Църква „Света Богородица“
- Църква „Свети Атанас“. Построена може би в началото на XIX век върху нивата на турчин, който я подарил, след като му казали, че на нея се явява свети Атанас.[82] С ферман от 1856 година кукушани получават разрешение за постройка на черква на мястото на стария параклис. Когато по-късно църквите „Света Богородица“ и „Свети Георги“ са взети от униатите, на екзархистите е оставена само малката църква (параклис) „Свети Атанас“.[83]

## Побратимени градове
- Асеновград, България

## Спорт
Гимнастическото дружество на отоманските българи „Кукушки юнак“ е основано на 1 април 1912 година и съществува до опожаряването на града през Междусъюзническата война.
Футболният клуб на града се казва ФК „Килкисякос“ и е основан в 1961 година.

## Други
- Името на Кукуш носи улица в квартал „Захарна фабрика“ в София, България (Карта).